# Sakencyrtus mirus
Sakencyrtus mirus är en stekelart som beskrevs av Hayat 1981. Sakencyrtus mirus ingår i släktet Sakencyrtus och familjen sköldlussteklar. Inga underarter finns listade i Catalogue of Life.